# Station Saint-Médard-d'Eyrans
Station Saint-Médard-d'Eyrans is een spoorweghalte in de Franse gemeente Saint-Médard-d'Eyrans. Zij wordt bediend door treinen van het netwerk TER Nouvelle-Aquitaine op het traject Bordeaux - Langon.